# Terence Vella
Terence Vella (* 20. April 1990 in Pietà) ist ein maltesischer Fußballspieler.

## Leben
Vella spielte in seiner Jugend für den Gudja United FC. Mit 18 Jahren kam er leihweise beim Zweitligisten Pietà Hotspurs zum Einsatz. Sein Debüt in der maltesischen Maltese Premier League hatte er 2009, als er – wiederum leihweise – für Mosta FC spielte. 2010 wechselte er zum FC Birkirkara, die ihn 2011 an den Mosta FC und 2012 an die Ħamrun Spartans ausliehen. Seit 2013 gehört er zum Kader des FC Birkirkara. In der Saison 2014/2015 spielt Vella für den Naxxar Lions F.C. Seit 2013 gehört er zudem zum Aufgebot der Maltesischen Fußballnationalmannschaft.